# 오스트리아 실링
실링(schilling, 독일어: Schilling)은 1925년부터 1938년까지 그리고 1945년부터 1999년까지의 오스트리아의 통화였으며, 2002년까지 유통되었던 통화였다. 유로는 실링을 대체하기 위해 1 유로 = 13.7603 실링의 고정된 비율로 도입되었다. 1 실링은 100 그로셴으로 나뉘었다.

## 역사

### 1차 실링
실링은 1924년 12월 20일 실링법(Schillingrechnungsgesetz)에 의해 1 실링 = 10,000 크로넨의 비율로 제정되었고 1925년 3월 1일에 발행했다. 실링은 1938년 독일의 오스트리아 병합으로 폐지되었는데, 이때 2 독일 라이히스마르크 = 3 실링으로 교환되었다.

### 2차 실링
1945년 11월 30일 제2차 세계 대전 후 (1944년 날짜로 되어있는) 지폐를 50 그로셴부터 100 실링까지의 액면가로 발행한 연합군에 의해 재도입되었다, 리히스마르크에 대한 환율은 1:1로 1인당 150 실링으로 제한됐다. 국립은행은 또한 1945년에 실링 지폐를 발행하기 시작했고 1946년에 최초의 동전이 발행되었다.

## 같이 보기
- 오스트리아의 유로 주화
- 오스트리아의 경제
- 실링